# Robert Paul Kraft

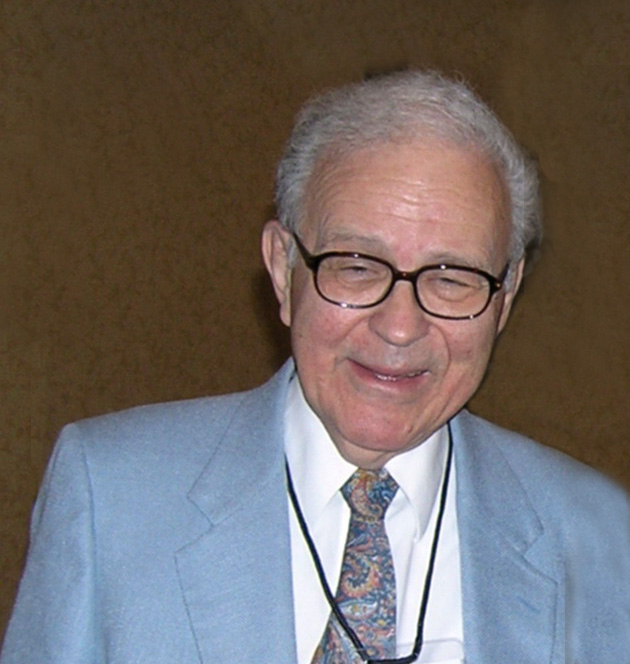
Robert Paul Kraft (2005)

Robert Paul Kraft (* 16. Juni 1927 in Seattle; † 26. Mai 2015 in Santa Cruz, Kalifornien) war ein US-amerikanischer Astronom.

## Leben
Robert Paul Kraft wurde in Seattle geboren und studierte an der University of Washington. 1955 promovierte er in Astronomie an der University of California, Berkeley bei George Herbig. Von 1967 an hatte er eine Professur an der University of California, Santa Cruz inne und leitete kurze Zeit später das Lick-Observatorium für fünf Jahre als "acting director". Von 1981 bis 1991 war er Leiter des Lick-Observatoriums.
Ende der 1990er Jahre verhinderte er mit Donald Osterbrock, ebenfalls Lick-Observatorium, und den deutschen Astronomen Werner Pfau und Theodor Schmidt-Kaler die Einebnung des in Bad Salzuflen gelegenen Grabes von Walter Baade, einem der bedeutendsten Astronomen des 20. Jahrhunderts.
Kraft war von 1974 bis 1976 Präsident der American Astronomical Society und von 1997 bis 2000 Präsident der Internationalen Astronomischen Union.

## Werk
Krafts Hauptarbeitsgebiet waren Sterne und ihre Elementhäufigkeiten sowie die chemische Entwicklung der Milchstraße. Er untersuchte die Rotation von Sternen und die Eigenschaften veränderlicher Sterne wie der Cepheiden.

## Auszeichnungen und Ehrungen
- 1962 Helen-B.-Warner-Preis
- 1971 Mitglied der National Academy of Sciences
- 1974 Mitglied der American Academy of Arts and Sciences
- 1995 Henry Norris Russell Lectureship
- 2005 Bruce Medal
- Der Asteroid (3712) Kraft ist nach ihm benannt